# Коллегия иностранных дел
Коллегия иностранных дел или иностранная коллегия Российской империи — орган центрального управления для заведования сношениями России с иностранными государствами. Коллегия иностранных дел была образована в 1718 году из посольского приказа, в русле Петровских преобразований. В 1720 году получила особый регламент.

## История
В 1718 — 1719 годах проходила ликвидация прежних государственных органов, замена их новыми, более подходящими для молодой петровской России.
Образование Сената в 1711 году послужило сигналом к формированию органов отраслевого управления — коллегий. По замыслу Петра I они должны были заменить неповоротливую систему приказов и внести в управление два новых начала:
1. Систематическое разделение ведомств (приказы часто подменяли друг друга, выполняя одну и ту же функцию, что вносило хаос в управление. Иные же функции бывали и вовсе не охвачены каким-либо приказным производством).
2. Совещательный порядок решения дел.

Форма новых центральных органов управления была заимствована в Швеции и в Германии. Основой для регламента коллегий послужило шведское законодательство.
В 1802 году Коллегия иностранных дел была подчинена созданному Министерству иностранных дел, а в 1832 году упразднена, войдя в состав министерства.

## Состав Коллегии
Во главе коллегии стоял президент коллегии, который именовался канцлером, его заместителем был вице-президент, который именовался вице-канцлером. В случаях особенной важности, когда сочинялись грамоты в иностранные государства, рескрипты министрам, резолюции, декларации и т. п., в присутствие коллегии приглашались для совещания все (или только некоторые, особо к тому назначенные) действительные тайные советники, а иногда присутствовал и сам государь; в этих случаях в заседании обыкновенно участвовал один только советник коллегии; прочие же советники и асессоры коллегии не приглашались; подача голосов производилась большей частью письменно, редко словесно.
В последние годы существования Коллегии иностранных дел её президентам титул канцлера не давался.

## Президенты Коллегии
| №                        | Имя                    | Полномочия | Полномочия | Действующий глава государства                |
| №                        | Имя                    | Начало     | Окончание  | Действующий глава государства                |
| ------------------------ | ---------------------- | ---------- | ---------- | -------------------------------------------- |
| Коллегия иностранных дел |                        |            |            |                                              |
| 16                       | Гаврила Головкин       | 1717       | 1734       | Пётр I, Екатерина I, Пётр II, Анна Иоанновна |
| 17                       | Андрей Остерман        | 1734       | 1740       | Анна Иоанновна                               |
| 18                       | Алексей Черкасский     | 1741       | 1742       | Иван VI                                      |
| 19                       | Алексей Бестужев-Рюмин | 1742       | 1758       | Елизавета Петровна                           |
| 20                       | Михаил Воронцов        | 1758       | 1763       | Елизавета Петровна, Пётр III                 |
| 21                       | Никита Панин           | 1763       | 1781       | Екатерина II                                 |
| 22                       | Иван Остерман          | 1783       | 1797       | Екатерина II,Павел I                         |
| 23                       | Александр Безбородко   | 1797       | 1799       | Павел I                                      |
| 24                       | Фёдор Ростопчин        | 1799       | 1801       | Павел I                                      |
| 25                       | Александр Куракин      | 1801       | 1802       | Александр I                                  |